# Nuntsi Park
Nuntsi Park är en park i Kanada.   Den ligger i provinsen British Columbia, i den sydvästra delen av landet, 3 500 km väster om huvudstaden Ottawa. Nuntsi Park ligger 1 260 meter över havet.
Terrängen runt Nuntsi Park är platt åt nordväst, men åt sydost är den kuperad. Trakten runt Nuntsi Park är nära nog obefolkad, med mindre än två invånare per kvadratkilometer.. Det finns inga samhällen i närheten. 
I omgivningarna runt Nuntsi Park växer i huvudsak barrskog.